# Cattleya crispata
La Cattleya crispata es una especie de orquídea litofita que pertenece al género de las Cattleya.  

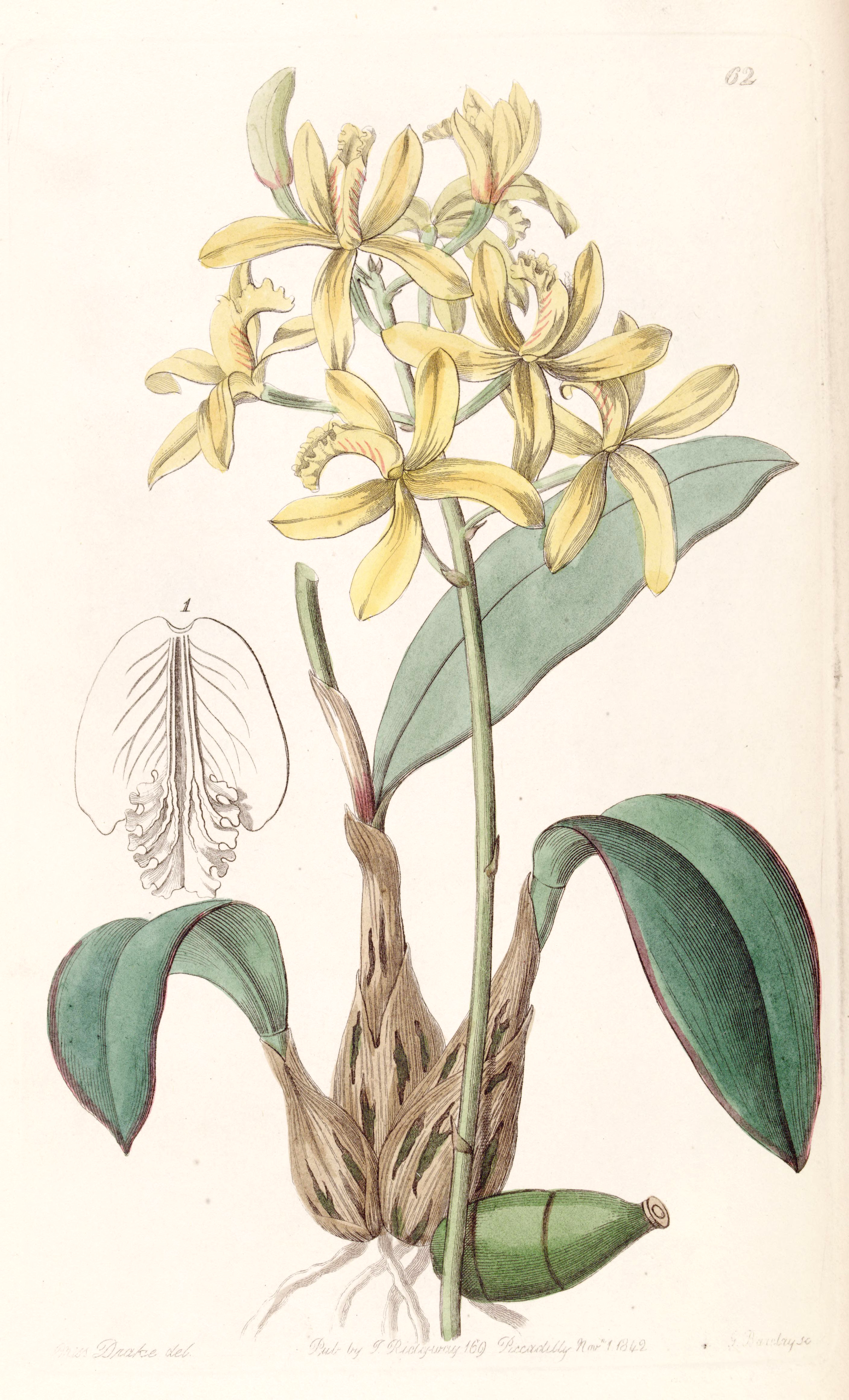
Ilustración

## Descripción
Es una orquídea de tamaño pequeño a mediano de hábitos  litofitas con pseudobulbos cilíndricos, con una vaina basal  y llevando una sola hoja, apical, erecta, coriácea, estrechamente oblonga y obtusa. Florece al final de invierno  y a principios de la primavera en una inflorescencia de 20 a 50 cm de largo en forma de racimo subtendido por una vaina comprimida y que tiene de 2 a 10 flores.

## Cultivo
Poner en macetas con buen drenaje en un lugar fresco a otro caliente y luz indirecta brillante combinado con un descanso seco de invierno  que hará de esta forma que se produzca la floración. 

## Distribución
Se encuentra en el estado brasileño de Minas Gerais en las colinas de mineral de hierro  en matorrales densos en las repisas del acantilado a una altitud de 400-1200 metros.

## Taxonomía
Cattleya crispata fue descrita por (Thunb.) Van den Berg y publicado en Neodiversity: A Journal of Neotropical Biodiversity 3: 6. 2008.
Etimología
Cattleya: nombre genérico otorgado en honor de William Cattley orquideólogo aficionado inglés,
crispata: epíteto latíno que significa "con rizos".
Sinonimia
- Amalia flava (Lindl.) Heynh.
- Amalia fulva Heynh.
- Bletia flava (Lindl.) Rchb.f.
- Cattleya caetensis (Pabst) Van den Berg
- Cattleya flava (Lindl.) Beer
- Cymbidium crispatum Thunb.
- Hoffmannseggella caetensis (Pabst) V.P.Castro & Chiron
- Hoffmannseggella crispata (Thunb.) H.G.Jones
- Hoffmannseggella flava (Lindl.) H.G.Jones
- Laelia caetensis Pabst
- Laelia crispata (Thunb.) Garay
- Laelia flava Lindl.
- Laelia flava var. micrantha W.Zimm.
- Laelia fulva Lindl. ex Heynh.
- Laelia gardneri Pabst ex Zappi
- Laelia lawrenceana R.Warner
- Sophronitis crispata (Thunb.) Van den Berg & M.W.Chase[1][5][6]